# Нуаян-ла-Гравуаєр
Нуая́н-ла-Гравуає́р, Нуаян-ла-Ґравуаєр (фр. Noyant-la-Gravoyère) — колишній муніципалітет у Франції, у регіоні Пеї-де-ла-Луар, департамент Мен і Луара. Населення — 1824 осіб (2011).
Муніципалітет був розташований на відстані близько 280 км на південний захід від Парижа, 75 км на північний схід від Нанта, 40 км на північний захід від Анже.

## Історія
15 грудня 2016 року Нуаян-ла-Гравуаєр, Авіре, Ле-Бур-д'Іре, Ла-Шапель-сюр-Удон, Шатле, Ла-Ферр'єр-де-Фле, Л'Отельрі-де-Фле, Лувен, Маран, Монгійон, Ніуазо, Сент-Жемм-д'Андіньє, Сен-Мартен-дю-Буа, Сен-Совер-де-Фле i Сегре було об'єднано в новий муніципалітет Сегре-ан-Анжу-Бле.

## Демографія
Динаміка населення (INSEE ):
Розподіл населення за віком та статтю (2006):
| Стать | Всього | До 15 років | 15-24 | 25-44 | 45-64 | 65-85 | Понад 85 |
| --- | ------ | ----------- | ----- | ----- | ----- | ----- | -------- |
| Чоловіки | 851    | 151         | 122   | 240   | 172   | 150   | 16       |
| Жінки | 950    | 155         | 118   | 265   | 168   | 220   | 24       |
| \| Статево-вікова піраміда \| Статево-вікова піраміда \| Статево-вікова піраміда \| \| ----------------------- \| ----------------------- \| ----------------------- \| \| Чоловіки \| Вік \| Жінки \| \| 16 \| 85 + \| 24 \| \| 12 \| 80-84 \| 49 \| \| 24 \| 75-79 \| 61 \| \| 57 \| 70-74 \| 41 \| \| 57 \| 65-69 \| 69 \| \| 29 \| 60-64 \| 29 \| \| 49 \| 55-59 \| 41 \| \| 33 \| 50-54 \| 37 \| \| 61 \| 45-49 \| 61 \| \| 61 \| 40-44 \| 86 \| \| 69 \| 35-39 \| 77 \| \| 57 \| 30-34 \| 53 \| \| 53 \| 25-29 \| 49 \| \| 49 \| 20-24 \| 37 \| \| 73 \| 15-20 \| 81 \| \| 69 \| 10-14 \| 53 \| \| 37 \| 5-9 \| 49 \| \| 45 \| 0-4 \| 53 \| |        |             |       |       |       |       |          |
| Статево-вікова піраміда |        |             |       |       |       |       |          |
| Чоловіки | Вік    | Жінки       |       |       |       |       |          |
| 16 | 85 +   | 24          |       |       |       |       |          |
| 12 | 80-84  | 49          |       |       |       |       |          |
| 24 | 75-79  | 61          |       |       |       |       |          |
| 57 | 70-74  | 41          |       |       |       |       |          |
| 57 | 65-69  | 69          |       |       |       |       |          |
| 29 | 60-64  | 29          |       |       |       |       |          |
| 49 | 55-59  | 41          |       |       |       |       |          |
| 33 | 50-54  | 37          |       |       |       |       |          |
| 61 | 45-49  | 61          |       |       |       |       |          |
| 61 | 40-44  | 86          |       |       |       |       |          |
| 69 | 35-39  | 77          |       |       |       |       |          |
| 57 | 30-34  | 53          |       |       |       |       |          |
| 53 | 25-29  | 49          |       |       |       |       |          |
| 49 | 20-24  | 37          |       |       |       |       |          |
| 73 | 15-20  | 81          |       |       |       |       |          |
| 69 | 10-14  | 53          |       |       |       |       |          |
| 37 | 5-9    | 49          |       |       |       |       |          |
| 45 | 0-4    | 53          |       |       |       |       |          |

## Економіка
2010 року серед 1128 осіб працездатного віку (15—64 років) 817 були активними, 311 — неактивними (показник активності 72,4%, у 1999 році було 67,7%). З 817 активних мешканців працювало 737 осіб (401 чоловік та 336 жінок), безробітними було 80 (39 чоловіків та 41 жінка). Серед 311 неактивних 87 осіб було учнями чи студентами, 135 — пенсіонерами, 89 були неактивними з інших причин.

У 2010 році в муніципалітеті числилось 790 оподаткованих домогосподарств, у яких проживали 1821,5 особи, медіана доходів виносила 15 881 євро на одного особоспоживача